# Aleksandr Karelin
Aleksandr Aleksandrovitj Karelin, (russisk: Александр Александрович Карелин, tr. Aleksandr Aleksandrovitj Karelin; født 19. september 1967 i Novosibirsk, Sovjetunionen) er en tidligere russisk bryder. Karelin vandt ni VM guld og tre olympiske guldmedaljer i sværvægtsklasse, og var ubesejret i den internationale konkurrence i perioden. 1987-2000, de sidste seks år tabte han ikke et enkelt point. Han tabte sin sidste kamp i Sommer-OL 2000 til amerikaneren Rulon Gardner. 
Karelins overlegenhed gjorde at han fik øgenavne som "det russiske eksperiment" og "løftekranen fra Sibirien". Karelin anses for at være en af de bedste brydere gennem alle tider.
Han vandt guldmedaljer i 1988, 1992 og 1996 Olympiske Lege.
Efter karrieren som bryder har han repræsenteret partiet Forenede Rusland i den russiske statsduma.